# Sigeberht II. von Essex

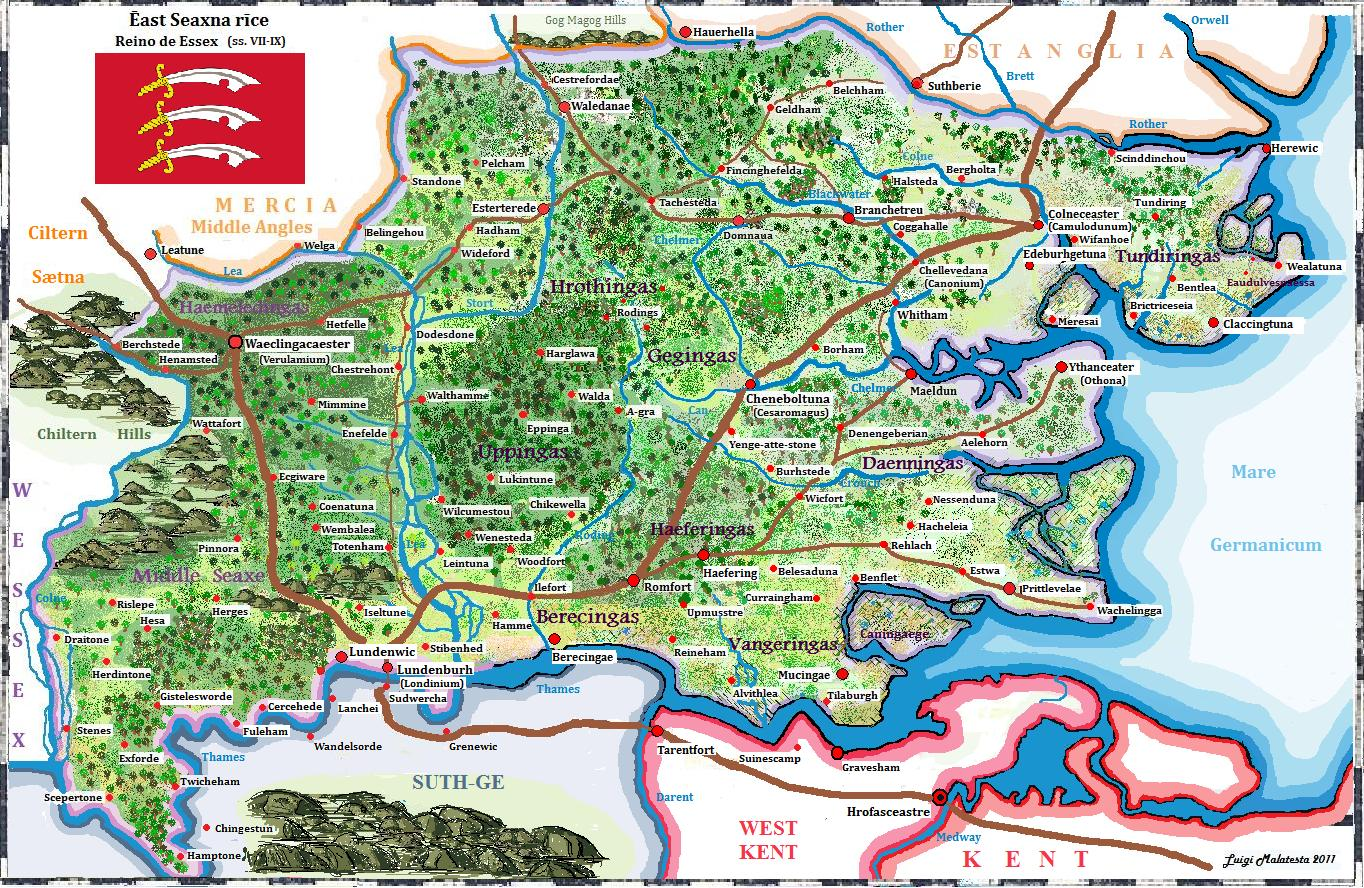
Essex in frühangelsächsischer Zeit

Sigeberht II. (auch Sigberct, Sigeberht Sanctus, Sigeberht der Gute oder Sigeberht der Heilige; † um 660) war von ca. 650 bis zu seinem Tod König des angelsächsischen Königreiches Essex.

## Leben
Sigeberhts Vater hieß Sigebald. Er war ein Verwandter seines Vorgängers Sigeberht I.
Sigeberht II. wurde um 653 von Oswiu, dem befreundeten König von Northumbria, zum Christentum bekehrt und mit seinen Begleitern durch Bischof Finan von Lindisfarne in Ad Murum (östlich von Hexham) getauft. Noch im selben Jahr (653) wurde Cedd mit einem weiteren Priester auf Wunsch Sigeberhts von Oswiu nach Essex gesandt, wo er erfolgreich missionierte. Seine Erfolge waren so groß, dass er anlässlich eines Besuchs in Lindisfarne von Finan zum Bischof der Ostsachsen ordiniert wurde. Nach seiner Rückkehr nach Essex ordinierte er zu seiner Unterstützung weitere Priester und Diakone und setzte seine Tätigkeit in den von ihm gegründeten klösterlichen Missionszentren Ythancaestir (Bradwell-on-Sea) und Tilaburg (Tilbury) fort.
Im Jahr 654 griff Penda von Mercia Essex an und brachte es unter seine Oberherrschaft. Nachdem Penda 655 gefallen war, übernahm Oswiu von Northumbria dessen Rolle als Hegemonialmacht. Um 660 wurde Sigeberht von Verwandten ermordet, die ihm vorwarfen, zu christenfreundlich zu sein. Swithhelm wurde sein Nachfolger. Der spätere König Saelred (vor 738–746) war ein Sohn Sigeberhts.